# Jacques-Henri Lartigue
Jacques-Henri Lartigue (Courbevoie, França, 13 de juny del 1894 - Niça, França, 12 de setembre de 1986) va ser un pintor i fotògraf francès pioner del segle XX conegut per l'efecte Lartigue.

## Primers anys
Lartigue, fill d'una família adinerada, va endinsar-se en la fotografia amb només sis anys. Lartigue no va necessitar mai la fotografia com a font d'ingressos, ja que vivia dels diners de la seva família. Als set anys va patir una malaltia que el va sentenciar al llit un temps i el seu pare, un banquer, li va regalar una càmera fotogràfica, una càmera de plaques de format 13 x 18, perquè passés l'estona. Des del moment en què va fer la seva primera fotografia, es va sentir fascinat. Des d'aquell moment va fotografiar una gran varietat de temes: des de la seva família, fins a automòbils i fins i tot a les dones de l'aristocràcia de París passejant pel conegut Bois de Boulogne. Famós per les seves fotografies tan espontànies, va destacar per la seva manera tan personal de fer fotografies utilitzant plans força inusuals i jugant amb les velocitats d'obturació. El 1932 treballà per Alexis Granowski com a ajudant de direcció i fotògraf de la seva pel·lícula Les Aventures du roi Pausole, una adaptació de la novel·la homònima de Pierre Louÿs.

## Fotografia
Lartigue mai va necessitar treballar i, per tant, vivia la fotografia com un passatemps. Així ho explica la seva esposa, Florette Lartigue: 
"El meu marit no acostumava a mostrar les seves fotografies; ell deia que eren conserves i que preferia la fruita fresca.", Florette Lartigue.
D'aquesta manera, Lartigue es va dedicar a captar la vida i el seu moviment durant més de vuitanta anys de forma gairebé documental. No va ser fins al 1960, amb 69 anys, que va rebre el seu primer reconeixement com a fotògraf. John Svarkovski, historiador, conservador i crític d'art, que fou director de fotografia del Museu d'Art Modern de Nova York (MOMA) entre 1962 i 1991, va descobrir les fotografies de Lartigue en el seu primer any en aquest càrrec i les va treure a la llum. El 1962, a més, la cèlebre revista Life va publicar una sèrie de fotografies seves i l'any següent va exposar en el MOMA. A partir d'aleshores els editors van començar a confiar en la seva obra, es van publicar un gran nombre de llibres i la seva obra va ser exposada en nombroses sales i museus.

## Pintura
El 1915 deixà temporalment la fotografia per dedicar-se a la pintura. El 1922 comença a exposar la seva obra pictòrica per diversos racons de París.

## L'efecte Lartigue
Una de les seves imatges més cèlebres va ser aquella en què un cotxe de carreres de l'època es veu deformat. Aquest fenomen va ser el que va donar nom a l'efecte Lartigue. El 1906 França acull per primer cop la cursa organitzada per l'Automobile Club de France. Lartigue, que és un gran amant dels cotxes i li encanta fotografiar-los per l'efecte de dinamisme que produeixen, decideix anar-hi i el 26 de juny de 1912, quan només tenia 18 anys, fa la famosa fotografia. En la fotografia hi apareix un cotxe de carreres Delage amb les rodes ovalades i les persones inclinades cap a l'esquerra. La fotografia es mostra deformada per la velocitat. La càmera que utilitzà Lartigue va ser una càmera Ica rèflex amb plaques de 9x12 cm fabricada per la companyia Ica A.G. a Dresden, Alemanya. Les imatges es capturaven amb plaques de vidre. En aquella època els temps d'exposició eren molt lents i, a més, l'obturador era una persiana que baixava de dalt a baix en el moment de fer la foto. Així doncs, es feia una impressió gradual de les plaques. Amb els subjectes estàtics no hi havia cap problema però un cop el fotògraf intentava fotografiar quelcom en moviment apareixien amb aquest efecte produït per una impressió gradual de la imatge en la pel·lícula. Lartigue però, anà un pas més endavant, ja que aquest factor justifica per què les rodes apareixen ovalades però no per què el públic del fons també se'ns mostra deformat. Això és degut al fet que Lartigue, mentre feia la fotografia, es va desplaçar lleugerament en el sentit del cotxe. Això justifica per què els conductors apareixen enfocats gairebé a la perfecció.